# Jaap Stam
Jakob "Jaap" Stam (født 17. juli 1972 i Kampen, Holland) er en pensioneret hollandsk fodboldspiller, som blev kåret som den bedste forsvarsspiller både i UEFA Champions League i 1999 og i 2000. Han arbejder i øjeblikket som talentspejder for sin tidligere klub Manchester United, og han spejder for det meste i Sydamerika.